# Apanteles fuscinervis
Apanteles fuscinervis är en stekelart som beskrevs av Cameron 1911. Apanteles fuscinervis ingår i släktet Apanteles och familjen bracksteklar. Inga underarter finns listade i Catalogue of Life.